# モンテネグロ人

旧ユーゴスラビアの民族分布（2008年）。焦茶がモンテネグロ人。

モンテネグロ人（モンテネグロじん）は、モンテネグロを主に構成する南スラヴ人である。

## 概要
モンテネグロ人がセルビア人とは別の民族であるかどうかはしばしば論争の対象になっている。モンテネグロ人は、言語・歴史、文化、宗教、起源においてセルビア人にきわめて近しい存在であるといえるが、他の南スラブ諸民族とも密接な関係を有している。
宗教的には多数派が正教会であり、イスラム教がそれに次ぐ。ピュー研究所の2020年の推計では、76.6パーセントがキリスト教徒、20.3パーセントがイスラム教徒である。

## 由来
その祖先は、バルカン半島の先住民族であるイリュリア人であると考えられている。
元々南部のアルバニア人とは古代同じ民族であるとされる。
ローマ人やスラヴ人、オスマン帝国の支配下に置かれ、モンテネグロは、次第にスラヴ化して行ったとされている。
こうした事もあってか近年モンテネグロ住民は、セルビアとの連邦関係に終止符を打ち、独立へ向かう動きが強まった。

## セルビアからの独立
2006年5月、モンテネグロは国民投票の結果、独立賛成派が反対派を10%上回り、独立は承認された。そして6月3日に独立宣言し、独立国家モンテネグロが成立した。